# Reginaldo di Mélinais
Reginaldo di Mélinais (... – La Flèche, 17 settembre 1103 o 1104) è stato un religioso francese. Il suo culto come santo è stato confermato da papa Pio IX nel 1868.

## Biografia
Originario della Piccardia, in giovane età abbracciò la vita religiosa tra i canonici regolari dell'abbazia di Saint-Jean-des-Vignes, a Soissons.
Attratto dall'esempio di Roberto d'Arbrissel, che aveva riunito una comunità di eremiti a Craon, maturò la decisione di raggiungerlo.
I confratelli tentarono di dissuaderlo facendo ricorso a Ivo di Chartres, che gli indirizzò un'epistola sui vantaggi della vita cenobitica; Reginaldo rispose con una lettera dai toni satirici (De vita monachorum).
Si unì, quindi, alla comunità di eremiti di Craon e, quando Roberto d'Arbrissel lasciò Craon per fondare l'abbazia di Fontevrault, si trasferì in diocesi di Angers e, nella foresta di Mélinais, presso La Flèche, eresse un romitorio con una chiesa dedicata a san Giovanni.

## Il culto
La sua salma fu sepolta inizialmente nella chiesa dell'eremo di Mélinais e nel 1182 Enrico II, re d'Inghilterra e conte d'Angiò, fece erigere sulla sua tomba un'abbazia di canonici regolari di Sant'Agostino.
Le sue reliquie, dopo la rivoluzione francese, furono traslate nella chiesa parrocchiale di Candé.
Papa Pio IX, con decreto del 1º ottobre 1868, ne confermò il culto con il titolo di santo.
Il suo elogio si legge nel martirologio romano al 17 settembre.